# Miguel de los Santos (santo)
Miquel Argemir i Mitjà, conocido como Miguel de los Santos (Vic, 29 de septiembre de 1591-Valladolid, 10 de abril de 1625), fue un religioso de la Orden de la Santísima Trinidad, que destacó especialmente por su vida espiritual y experiencias místicas. Fue canonizado por el papa Pío IX el 8 de junio de 1862. Es patrono de la ciudad de Vic y copatrono de la Adoración Nocturna Española.

## Biografía
Nació en Vic, el 29 de septiembre de 1591. Sus padres se llamaban Enric y Montserrat, tuvieron ocho hijos, de los que Miguel era el séptimo. Pertenecía, pues, a una familia numerosa y cristiana, que recitaba diariamente el Rosario, leían los evangelios y los sábados iban juntos al rezo de vísperas en la catedral. Los conocidos decían de Miguel que era un niño bueno. Llamaban la atención su piedad y su espíritu de sacrificio, se cuenta que se acostaba debajo de la cama y que usaba una piedra como almohada. Muy pronto siente inclinación hacia la vida religiosa y por retirarse del mundo, lo que llevó a escaparse de su casa y refugiarse en el Macizo del Montseny para hacer vida como ermitaño. Con apenas once años queda huérfano de sus dos padres y pasó a la tutela de unos tíos que se dedicaban al comercio. Pero Miguel no ponía mucho interés en ese trabajo, lo suyo no era vender y lo despedían de todos los oficios como vendedor. Cuando tiene doce años es admitido como monaguillo en los trinitarios calzados de Barcelona. Comenzó entonces a llamar la atención por su fervor y devoción hacia el sacramento de la Eucaristía.
Al cumplir quince años, en febrero de 1606, se traslada al convento trinitario de San Lamberto, extramuros de Zaragoza, para comenzar su noviciado, siendo su maestro Pablo Aznar. Emite su profesión el 30 de septiembre de 1607 y enseguida comienza sus estudios superiores en Zaragoza. Su Maestro de Novicios declaró en el proceso de canonización afirmando que Fr. Miguel era de una humildad profundísima, tenía una especial diligencia para hacer los servicios más modestos y para prestar la ayuda en lo más pequeño. En el mismo año de su profesión pasa por Zaragoza un trinitario descalzo, fr. Manuel de la Cruz, procedente de la nueva fundación de trinitarios descalzos en Pamplona. Fr. Miguel queda prendado del testimonio de santidad y se identifica con ese camino de austeridad y recolección. Siente una voz interior que le llama por el camino de la descalcez trinitaria y le pide ir con él. Es así como el 28 de enero de 1608 comienza su noviciado recibiendo el hábito descalzo en Oteiza, cerca de Pamplona, aunque el noviciado lo realizó en Madrid. Un año después, en Alcalá de Henares, el 30 de enero de 1609 emitía sus votos como trinitario descalzo tomando el nombre de Miguel de los Santos. Es precisamente durante su año de noviciado en Madrid cuando conoce al reformador de la Orden Trinitaria, San Juan Bautista de la Concepción, que en aquel momento era ya Ministro Provincial de la Provincia Trinitaria Descalza del Espíritu Santo.

Fue enviado al convento de La Solana, donde vivió medio año, y al de Sevilla, donde residió más de dos años. En estos años estuvo por poco tiempo en los conventos de Valdepeñas, Córdoba, Granada y Socuéllamos. Después estudió filosofía en Baeza, desde octubre de 1611 hasta mediados de 1614, año en que fue enviado a Salamanca para cursar la teología. De su estancia en la ciudad del Tormes se cuenta que estando el maestro Antolínez el misterio de la Encarnación, fr. Miguel dio un grito y se elevó, como a la altura de un metro, con los brazos en cruz y con su mirada fijamente clavada en un punto misterioso. Así estuvo durante un cuarto de hora. Ante tal fenómeno, el profesor comentó: Cuando un alma está llena del amor de Dios, difícilmente puede esconderlo

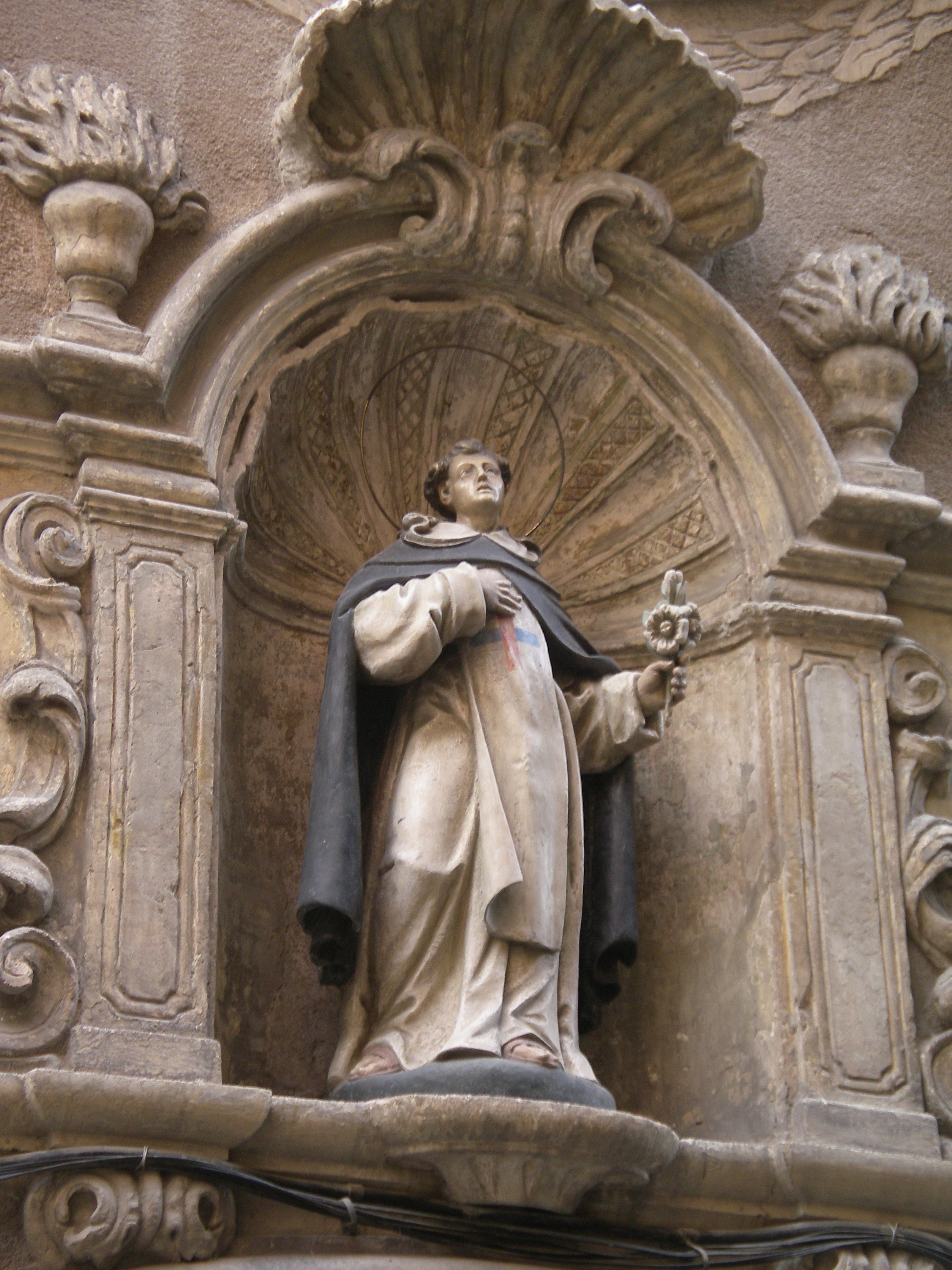
Escultura del santo ubicada en la iglesia de su advocación en Vic.

Hacia finales de 1616, o a principios del siguiente, regresó a Baeza donde recibió la ordenación sacerdotal y vivió varios años, desempeñando los oficios de confesor, predicador y vicario conventual. Su fama de santo empezó a circular por toda España gracias a las conversiones milagrosas que conseguía. Para preparar sus sermones se pasaba tres días en oración a los pies de un crucificado y otros tres estudiando lo que en el cuaderno había escrito. Celebrando la Eucaristía y predicando con frecuencia se extasiaba, quedaba elevado del suelo, con los brazos en cruz, con la mirada fija en la altura y la cabeza echada hacia atrás. Fue tal la fama que consiguió que pronto le empezaron a llamar el extático, lo que a él mismo le daba poca paz interior y evitaba que le vieran así en público siempre que podía. Dejó reflejadas sus experiencias místicas en un pequeño tratado espiritual que tituló La tranquilidad del alma. El fenómeno místico más famoso, y que él mismo relata, es el intercambio místico de corazones entre Jesús y Miguel, sucedió ante el sagrario cuando estaba de oración una noche de gracia.
El Definitorio General celebrado en Madrid el 24 de mayo de 1622 le nombró presidente del convento de Valladolid. Como tal presidente asistió al Capítulo General celebrado en Toledo el 13 de mayo del año siguiente y de él regresó a Valladolid con el oficio de Ministro y el encargo principal de construir el nuevo convento. A pesar de su fama de hombre espiritual consigue avances importantes en la construcción y la consecución de las rentas necesarias para el mantenimiento de la comunidad. Su fama de santidad aumentaba cada día, muchos personajes importantes de la época acudían a pedir consejo y a confesar con él, entre ellos don Francisco Gómez de Sandoval y Rojas, duque de Lerma; don Enrique Pimentel, obispo de Valladolid, etc.
A consecuencia de unas fiebres tifoideas, murió el convento trinitario de Valladolid el 10 de abril de 1625, a los 33 años. A pesar de llevar poco tiempo en Valladolid, toda la ciudad se volcó en sus honras fúnebres. Más que un funeral fue una celebración de las maravillas de Dios obradas en fr. Miguel de los Santos. Recibió sepultura en el mismo convento, como era tradición entonces. Con la desamortización la iglesia pasó a ser diocesana y cambió su título a San Nicolás, donde se siguen venerando sus reliquias. El papa Pío VI lo beatificó el 24 de mayo de 1779 y fue canonizado por el papa Pío IX el 8 de junio de 1862.

## Onomástico y Culto público
En Vic y cercanías hay diferentes lugares relacionados con la memoria del santo: la casa donde nació, convertida en la capilla en el siglo XVIII, o los pequeños oratorios de Mas Mitjà (Santa Eugenia de Berga) y de Sant Miquel Xic, cerca de Vic, donde se decía que el joven santo venció la tentación de la carne revolcándose sobre un matojo.
En Salamanca y durante las fiestas del Carnaval, Miquel, apenado por los excesos de la fiesta, fue una procesión y en una plaza, mientras otro fraile predicaba, cayó en éxtasis; la multitud, conmovida, lo llevó a una iglesia cercana y muchos, arrepentidos, quiseron hacer confesión general de sus pecados.

En Baeza fue acusado por dos frailes envidiosos, y Miguel fue encarcelado durante diez meses sin poder defenderse, ya que, decía, aquella era la voluntad divina.

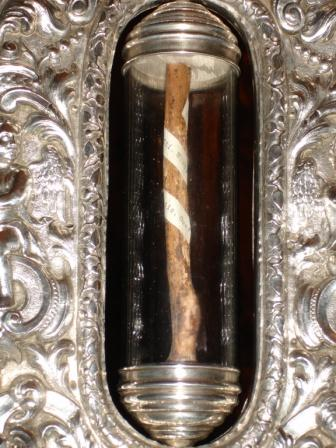
Reliquia del húmero del santo, en la capilla de la casa natal de Vic
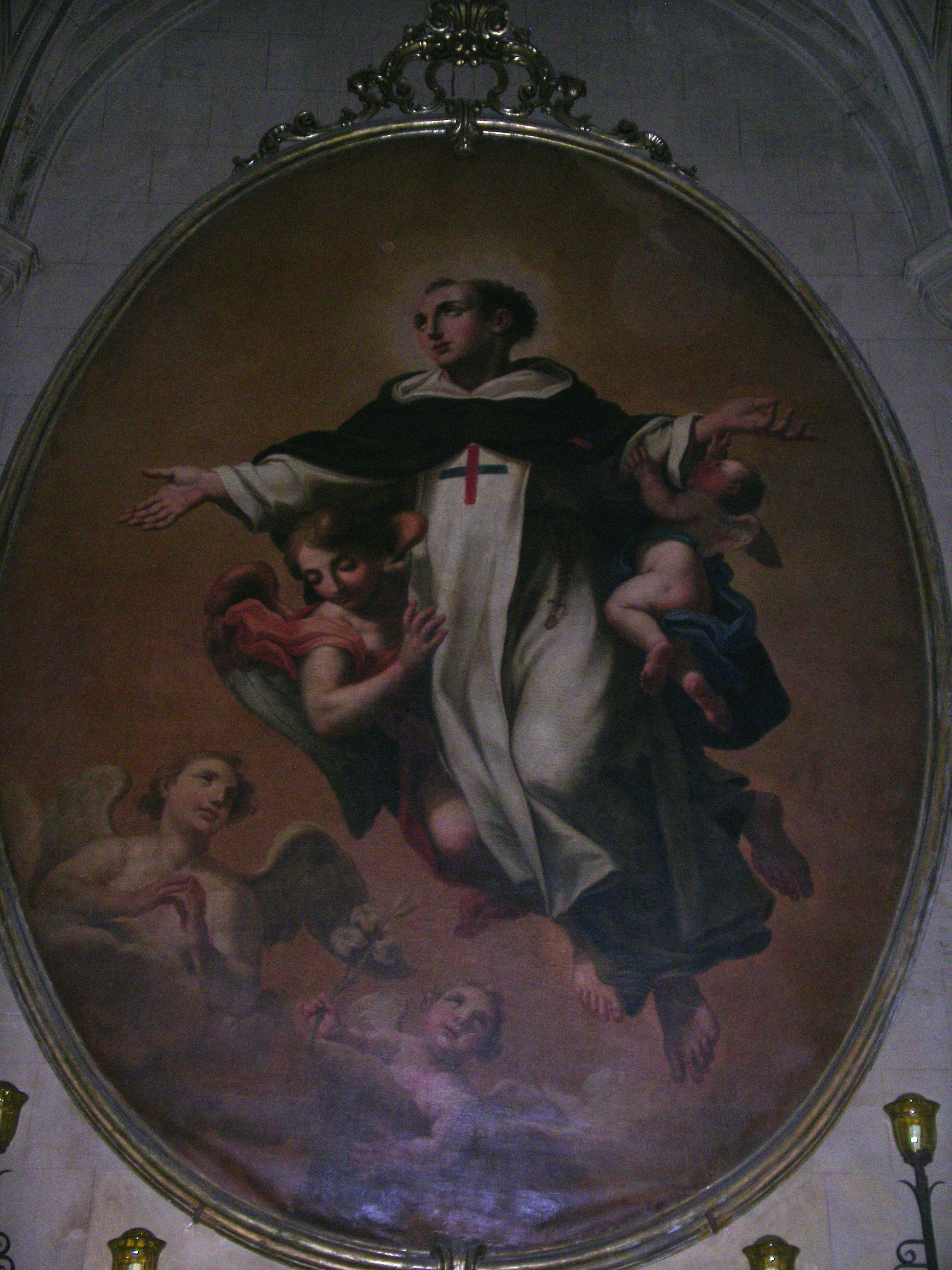
Cuadro de 1862, en la Catedral de Vic, utilizada en la canonización del santo en Roma

## Obra
Como otros religiosos del momento, fue un místico y escribió algunas obras en esta línea, centradas en la contemplación, como Breve tratado de la tranquilidad del alma y El alma en la vida unitiva, en verso, además de cartas a diversas personas, conservadas en parte.
El alma en la vida unitiva, publicada en La veu de Monserrat (5 de julio de 1879), había sido loada por Marcelino Menéndez y Pelayo, que califica la obra de menos alegórica y más fría que las de san Juan de la Cruz, pero "robusta y de hondo sentido", donde hay más doctrina que arte. Cita igualmente un elogio de Lope de Vega, que decía que eran versos que "no cabían bajo de potencia humana" y "eran suma de la perfección espiritual".

El alma en la vida unitiva

Sin tierra por la tierra caminando,

sin luz con claridad en noche oscura,

sin ojos, y con vista no mirando,

sin sosiego en quietud andar procura;

sin bien el que es mayor va penetrando,

sin báculo y sin arrimo está segura,

y al fin sin ser, con ser y con sentido

con él buscó el alma el bien perdido.

Quedáronse dormidos los porteros,

y desnuda salióse de su casa,

sin llevar otra guía ni escuderos

más de la fe, del fuego que la abrasa:

deja las guardas, pasos da ligeros,

sin ser sentida de las puertas pasa,

y saliendo de sí y en noche oscura

espera de su amor gozar segura.

Anégase en el centro de su nada,

mira sin ojos por su reino adentro,

vese desecha y toda aniquilada;

quiere buscar el fondo de su centro,

entre la luz más ciega y ofuscada

marchando va, y en amoroso encuentro

se pierde y gana y en sabrosa herida

queda desecha toda y consumida.

Enternecida con su amado Esposo,

hace el amor con flores mil ensayos,

de su mesa le da vino oloroso,

y la embriaga con sus dulces rayos,

tiene por él el corazón ansioso,

pierde alientos y enferma con desmayos,

y no le queda más cuando respira

que aquel que tiene para el bien que aspira.

El cuerpo queda al parecer sin vida,

y dentro de sí misma se alboroza,

y toda sola en lo interior unida,

de los bienes de Dios de cerca goza:

con fuerza del amor es compelida

a que salga de sí, y el ser remoza,

y en éxtasis, arrobos y visiones,

de Dios recibe regalados dones.

Mas ella enamorada e impaciente,

con aquestos favores descontenta

busca a su Amado que le mira ausente

y no descansa en ellos ni se asienta;

por ellos pasa aunque el regalo siente,

y ansiosa en el camino más sedienta;

que sabe que si en ellos hay reposo

es dejar por las joyas al Esposo.

Rompe imposibles de fragosas breñas,

allana montes, dándole amore bríos,

y no repara en caminar por peñas

ni su fuego se apaga con los ríos;

dificultades grandes son pequeñas;

sufre trabajos y desdenes fríos;

y, en fin, en Dios absorta y resignada

las penas del infierno tiene en nada.

En lo supremo anida de la mente,

entra por una luz caliginosa;

el sentido, aunque siente, no lo siente

que aun a lo inteligible es tenebrosa.

Hállase en lo supremo diferente

y en la ausencia más pura y más hermosa,

porque entre nubes claras y cortinas

infunde en ella Dios luces divinas.

Viene el entendimiento en vuelo puro,

ilustrado de Dios contempla el fuego;

procura penetrar su fuerte muro

forceja por pensar y queda ciego;

vuelve mil veces, y en la luz oscuro

es rebatido abajo con despego;

anímase otra vez, y aunque se esfuerza,

ciego de claridad, no tiene fuerza.

La voluntad suprema a unirse viene

toda en sí propia y toda amor se hace,

sube más alto, nada le detiene,

muere mil veces, y otras mil renace;

goza lo que ama y aunque sí lo tiene,

su cuidadoso amor no satisface;

que mientras más le goza, más se aumenta,

y siempre amando, más se queda hambrienta.

Con esta luz ilustra la memoria

de imágenes y forma ya desnuda,

y de esta vida triste y transitoria
 
a la firmeza de su ser la muda; 

con la lumbre de fe, la luz de gloria 

le da al entendimiento vista aguda;

arde la voluntad por lo que ama 

con fuego de esta luz en viva llama. 

Por reina de su casa se corona,

y en Dios por Dios de modo con Dios obra,

que Dios le da valor y la sazona:

con ella unida, si hace alguna obra,

lo ínfimo y supremo perfecciona,

y todo con amor su fuerza cobra;

y las fuerzas del alma en sí reunidas

goza virtudes dadas y adquiridas.

Permanece en amor sin dependencia

de ninguna viviente criatura,

y goza en la desnuda y simple esencia

a Dios con claridad en noche oscura;

tiene la caridad en firme herencia

con vínculo de amor desnuda y pura,

y goza a Dios en Dios en un abismo

entre el fuego y la luz que le da el mismo.

Mas, aunque goza a Dios no comprende,

lo que hay en Dios y cómo está en el cielo,

que el ser humano y flaco no lo entiende,

ni puede ver a Dios en moral velo;

goza de Dios amando; mas pretende

conocerle y amarle en este suelo,

y unirse por amor con él, de modo

que en ser humano le parezca en todo.

Unida con su ser incomprensible,

ayudando la gracia que la informa,

con vínculo de amor indivisible

en Dios por accidente se transforma:

cercada de su luz inaccesible,

las potencias de tal suerte reforma,

que miradas de cerca y desde lejos

de Dios lucen en ella los reflejos.

Óbralo Dios en todas las acciones,

compone lo exterior de los sentidos,

sujeta el apetito y las pasiones,

y están ya los afectos consumidos:

trabaja por ganar más perfecciones,

lo ínfimo y supremo están unidos,

de modo que, quitando lo imperfecto,

cada cual en su reino vive recto.

Nada le estorba, impide ni embaraza,

a solo Dios atiende y a él procura;

en las redes del mundo no se enlaza,

ni la detiene alguna criatura:

que negocie en la calle o en la plaza,

especies no percibe ni figura,

porque es de Dios la casa, grato asiento,

y no recibe huésped de aposento.

Da a la casa y al dueño tal nobleza,

que con un acto simple a Dios atiende,

y no dejando un punto su grandeza,

hasta el infierno, estando en Dios, desciende.

Rodea todo el mundo con presteza,

sin discurrir en nada, comprehende,

viviendo en esta vida transitoria

al modo (aunque no así) como en la gloria.

Nada le turba, inquieta ni levanta,

que está en el centro donde el bien recibe,

en dones y virtudes se adelanta;

viviendo en carne como en gloria vive,

aniquilada está en grandeza tanta,

sujeta, humilde y pobre, ¿qué percibe?

que son de Dios los dones: ¿y la suma?

no la puede expresar mi lengua y pluma.